# Louis Côme Agard de Rouméjoux
Pour les articles homonymes, voir Agard.
Louis Côme Agard de Rouméjoux, né le 20 décembre 1809 à Bussière-Badil (Dordogne) et mort le 27 septembre 1898 au château du Chatelard à Teyjat, est un militaire français.

## Biographie
Le général Agard de Rouméjoux est le fils de Pierre, propriétaire anobli en 1825, et de Madeleine de Sanzillon, sa femme. Il est l'oncle d'Anatole de Rouméjoux, président de la Société historique et archéologique du Périgord.
Il est élève de Saint-Cyr dans la promotion « du Firmament » (1830-1832).
Le 1er octobre 1832, il reçoit sa première commission de sous-lieutenant dans le 27e régiment d'infanterie.
Il est promu lieutenant en 1837 puis capitaine en 1841.
En 1843, il est envoyé en Algérie et affecté au 2e bataillon d'infanterie légère d'Afrique. Il sert avec distinction et obtient la Légion d'honneur en 1846.
Le 21 avril 1852, il est nommé chef de bataillon.
Il participe à la campagne d'Orient avec le 27e régiment d'infanterie à partir de mai 1854, d'abord sur les fronts grec et bulgare. Il survit à une épidémie de choléra et arrive en Crimée au mois de septembre, pour le début du siège de la forteresse de Sébastopol par l'armée française. Il est légèrement blessé en novembre dans une action.
Dans la nuit du 14 au 15 janvier 1855, son bataillon est attaqué par une colonne russe et ne parvient à arrêter l'offensive ennemie qu'au prix de lourds sacrifices. On comptabilise 19 morts et plus d'une trentaine de blessés.
L'historien du régiment note : « Le commandant Agard de Rouméjoux paya lui aussi vaillamment de sa personne. Il fut grièvement blessé d'un coup de baïonnette au moment où, monté sur la dernière banquette, il encourageait ses hommes à faire courageusement leur devoir. »
En récompense de sa bravoure, Agard de Rouméjoux est élevé au grade d'officier de la Légion d'honneur.
En 1855, il est lieutenant-colonel au 72e RI lorsqu'il est déployé de nouveau en Algérie pour les besoins de la campagne d'Afrique.
Deux ans plus tard, promu colonel, il retrouve le 27e RI. Il commande le régiment en Italie durant l'été 1859.
Le 21 décembre 1866, il est nommé général de brigade et se voit confier le commandement de la subdivision de l'Aveyron à Rodez.
Il ne sert pas en 1870 dans la guerre contre la Prusse, et est finalement placé sur la liste des officiers de réserve en décembre 1871.
Il décède en 1898 à l'âge de 88 ans, sans alliance ni postérité.

## Distinctions
- Chevalier de la Légion d'honneur, le 21 août 1846,
- Officier de la Légion d'honneur, le 17 janvier 1855,
- Commandeur de la Légion d'honneur, le 12 mars 1862[6].
- Médaille de 4e classe de l'ordre du Médjidié, en 1857
- Médaille de Crimée
- Médaille commémorative de la campagne d'Italie (1859)